# 페리구네
페리구네(Perigune)는 그리스 신화에 나오는 시니스의 딸이다. 코린트 지협을 무대로 악명을 떨치던 시니스는 테세우스를 만나 자신이 저지르던 악행과 똑같은 방법으로 살해되었다. 이를 목격한 페리구네는 아스파라거스 덩굴 속에 숨은 채 두려움에 떨면서, 자신이 들키지 않게 숨겨 주면 다시는 아스파라거스를 뽑거나 땔감으로 사용하지 않겠다고 맹세하였다. 그러나 페리구네는 곧 테세우스의 눈에 띄었고 테세우스는 페리구네를 보호해 주었다. 젊은 두 남녀는 곧 사랑에 빠져 아들 멜라니포스를 낳았으나, 두 사람의 관계는 오래가지 못하였다. 아버지를 찾아가는 길이던 테세우스는 페리구네를 오이칼리아 왕 에우리토스의 아들인 데이오네우스와 결혼시켰다. 멜라니포스의 후손들은 페리구네가 아스파라거스의 도움을 받았다고 생각하여 아스파라거스를 소중히 여겼다고 한다.